# Auguste Marie Henri Picot de Dampierre
Auguste Marie Henri Picot, markýz de Dampierre (19. srpna 1756, Paříž - 9. května 1793, Valenciennes) byl francouzský général de division.

## Kariéra
Dampierre byl poručíkem královské gardy a poznal a seznámil se s vybavením pruské armády v Berlíně. Po vypuknutí Francouzské revoluce se stal prezidentem departementu Aube, v roce 1791 pobočníkem hraběte Rochambeau a brzy poté plukovníkem 5. dragounského pluku.
Po bitvě u Valmy dne 20. září 1792 byl Dampierre povýšen na generálmajora a díky své energii významně přispěl v bitvě u Jemappes (9. listopadu 1792) k vítězství francouzských vojsk nad Rakušany pod vedením vévody Sasko-Tešínského. V bitvě u Neerwindenu dne 18. března 1793 velel pod vévodou z Chartres. Úspěšně vedl divizi v centru, ale byla smetena porážkou levého křídla. Poté, co generál Dumouriez uprchl k Rakušanům, Dampierre převzal velení severní armády a 8. května 1793 vedl útok, aby ulehčil městu Condé-sur-l'Escaut, na které zaútočili silnější Rakušané. Večer u Raismes mu dělová koule utrhla pravé stehno. Auguste Henri Marie Picot, markýz de Dampierre zemřel na následky zranění následující den.

## Ocenění
Je pohřben v pařížském Pantheonu a jeho jméno je vvtesáno pod Vítězným obloukem.